# Lepidoblepharis colombianus
Lepidoblepharis colombianus — вид геконоподібних ящірок родини Sphaerodactylidae. Ендемік Колумбії.

## Поширення і екологія
Lepidoblepharis colombianus мешкають на західних схилах Східного хребта Колумбійських Анд в департаменті Кундінамарка. Вони живуть в незайманих сухих гірських лісах, у вологих мікросередовищах серед опалого листя, на висоті 1600 м над рівнем моря.